# Flor salvaje
Flor salvaje es una telenovela colombiana producida por RTI Televisión para Telemundo grabada en Colombia, en los municipios de Girardot Cundinamarca y Coello Tolima basada en la obra literaria La novia oscura de la escritora y periodista colombiana Laura Restrepo; adaptada a la televisión por la escritora venezolana Perla Farías, bajo la dirección de Agustín Restrepo y la producción de Hugo León Ferrer.
Está protagonizada por Mónica Spear, Tony Dalton y Roberto Manrique. Con las actuaciones antagónicas de Gregorio Pernía, María Elisa Camargo y Jonathan Islas. Cuenta además de las actuaciones estelares de Norkys Batista, José Luis Reséndez y Geraldine Zivic.

## Argumento
La joven Amanda Monteverde, después de perder a su madre y a su hermano, tiene que hacerse cargo de sus tres hermanas menores. Para huir de ese pasado tormentoso, se trasladan a Nueva Esperanza, un pequeño pueblo que se está iniciando en la industria petrolera. Allí tocará vivir situaciones aún más difíciles, pero también conocerá el amor en tres hombres: Sacramento, el hombre que será su fiel amigo y su amor inocente; Pablo Aguilar, el hombre que será su locura y su pasión, y por último don Rafael Urrieta, el hombre más poderoso del pueblo, que intentará ser prácticamente su dueño y señor como lo es de la mayoría de esas tierras.
Amanda tendrá que crecer, buscar un futuro y la felicidad en el pueblo. El primer intento por encontrar esta felicidad lo hace tratando de entrar a trabajar en un bar del pueblo, “Las 4 P”, donde los habitantes del lugar tratan de conseguir una vida más alegre, junto a la música, el licor, los cantos, los bailes y “las mujeres de los consuelos”. Este es el nombre con el que Amanda comenzó a llamar la profesión de las dos mujeres, Sara y Calzones, que fueron las que le brindaron algo de protección a su llegada a un lugar tan desconocido. 
La necesidad de dinero para proteger a sus hermanas y lograr que éstas permanezcan a su lado y la desesperación de no poder conseguir los medios para hacerlo llevan a Amanda a aceptar este tipo de vida para lograrlo. Sin embargo, el día de su iniciación, donde se dará a conocer bajo el apodo de “Flor Salvaje”, el destino la llevará a convertirse en mujer de un solo hombre: “La mujer de Don Rafael Urrieta”; hombre poderoso y cruel que mantiene a su esposa, Catalina, encerrada en su hacienda en condiciones infrahumanas por haberle sido infiel. Don Rafael decide que “Flor” sea solo para él, pero esa exclusividad es solo de cuerpo, porque “Flor” reserva su corazón para el hombre que algún día la haga descubrir el amor.
Así se terminan de entrelazar las historias de nuestros protagonistas, tan diferentes entre sí, pero con algo en común: Flor Salvaje. En el desarrollo de estas emociones, Flor también conocerá las tres formas de ser amada: protección, pasión y posesión. Flor recorrerá el camino de la seguridad y el matrimonio con Sacramento, el de la pasión y la traición con Pablo, y el del poder y la ambición con don Rafael.
Al final, Flor, que comenzó siendo tantas mujeres a la vez y ninguna al mismo tiempo, se dará cuenta de que la felicidad no está en copiar ninguno de los caminos ya recorridos por tantas mujeres, sino en ella misma y en ser la creadora y dueña de su propia historia y destino.

## Elenco
- Mónica Spear - Amanda Monteverde Castaño "Flor Salvaje"
- Tony Dalton - Rafael Urrieta Montenegro
- Roberto Manrique - Sacramento Iglesias/Sacramento Rojas
- José Luis Reséndez - Pablo Aguilar
- María Elisa Camargo - Catalina Larrazabal de Urrieta
- Gregorio Pernía - Mariano Guerrero
- Geraldine Zivic - La Mina
- Norkys Batista - Zahra
- Angeline Moncayo - Correcaminos/Elena
- Indhira Serrano - Olga "Olguita"
- Carolina Gaitán - Alicia/Malicia
- Claudia La Gatta - Clara
- Bibiana Corrales - Rocío/Trepadora
- Pedro Palacio - Piruetas
- Álex Gil - Enrique Lozada "Ricky"
- Francisco Bolívar - Dudi
- José Luis Paniagua - Don Raimundo Rojas
- Laura Torres - Susana Monteverde
- Susana Rojas - Ana Monteverde
- Sara Quintero - La Beba
- Alejandro Tamayo - Titi Velez
- Ronny Montemayor - Miguel
- Linda Lucía Callejas - Calzones
- Lina Restrepo - Manuela Rojas
- Patricia Ercole - Matilde
- Marta Calderón - Brígida Rojas
- Manuel Busquets - Padre Alfonso #1
- Franco Gala - Padre Alfonso #2
- Andrea Pita - Recepcionista
- Julio Echeverry - Abelardo Monteverde
- Juan Pablo Raba - Emilio Monteverde
- Pedro Rendón - José María Rojas
- Andrea Ribelles - Diana
- Ana Victoria Beltrán - Fideito
- Joseph Abadía - El Johnny
- Daniela Tapia - Inés
- Tim Janssen - Peter
- Gonzalo Vivanco - Francisco Lozada
- Fernando Corredor - Abogado Alberto
- Tania Fálquez - Lourdes
- Luis Felipe cortés - Rigoberto
- Marta Liliana Ruiz - Filomena
- Jonathan Islas - Abel